# Marina Abramović
Marina Abramović (n. 30 noiembrie 1946, Belgrad, RFP Iugoslavia⁠(d)) este o artistă conceptuală sârbă. Lucrările ei explorează arta corpului, limitele și posibilitățile minții, arta anduranței, și relația dintre interpret și public. Fiind activă de peste patru decenii, Abramović se referă la ea însăși ca fiind „Bunica artei interpretative”.
În 2007, ea a fondat Marina Abramović Institute (MAI), o fundație non-profit pentru arta interpretativă.

## Copilărie
Abramović s-a născut pe 30 noiembrie 1946 în Belgrad, Serbia, pe atunci parte a Iugoslaviei. Într-un interviu, Abramović și-a descris familia ca aparținând „burgheziei roșii”. Unchiul ei a fost Varnava, patriarhul Bisericii Ortodoxe Sârbe. Ambii ei părinți de origine muntenegreană, Danica Rosić și Vojin Abramović, au fost partizani iugoslavi în timpul celui de-al Doilea Război Mondial. După război, părinții lui Abramović au fost decorați cu Ordinul Eroilor Poporului, și au primit funcții în guvernul iugoslav postbelic.
Abramović a fost crescută de bunicii ei până la vârsta de șase ani. Bunica ei era profund religioasă, iar Abramović și-a petrecut copilăria „în biserică, urmând ritualurile bunicii - lumânări dimineața, preotul venind pentru diferite ocazii”. Când avea șase ani s-a născut fratele ei, iar ea a început să locuiască cu părinții, luând în același timp lecții de pian, franceză și engleză. Deși nu a luat lecții de desen, a arătat un interes timpuriu pentru artă.
Într-un interviu din 2013, Abramović a declarat: „Mama și tatăl meu au avut o căsnicie groaznică”. Descriind un incident în care tatăl ei a spart 12 pahare de șampanie și a părăsit casa, ea a spus: „A fost cel mai oribil moment al copilăriei mele”.

## Carieră

### Rhythm 0
Unul dintre cele mai cunoscute spectacole ale lui Abramović este Rhythm 0 din 1974, gândit a testa limitele relației dintre interpret și public. Autoarea și-a atribuit un rol pasiv, spectatorii fiind forța care ar acționa asupra ei. Abramović a așezat pe o masă 72 de obiecte pe care oamenii aveau voie să le folosească în orice mod doreau; un semn îi informa că nu sunt responsabili pentru niciuna dintre acțiunile lor. Unele dintre obiecte puteau oferi plăcere, în timp ce altele puteau fi mânuite pentru a provoca durere. Printre acestea s-au numărat un trandafir, o pană, miere, un bici, ulei de măsline, foarfece, un bisturiu, un pistol și un glonț. Timp de șase ore, artista a permis publicului să îi manipuleze corpul și acțiunile. Acest lucru a testat cât de vulnerabili și agresivi pot fi subiecții umani atunci când acțiunile nu au consecințe sociale.
La început, publicul a fost lipsit de reacție. Cu toate acestea, pe măsură ce au început să realizeze că acțiunile lor nu sunt limitate în niciun fel, piesa a devenit brutală. Până la sfârșitul spectacolului, corpul artistei a fost dezbrăcat, atacat și devalorizat într-o imagine pe care Abramović a descris-o ca fiind „Fecioara, mamă și târfă”. Așa cum Abramović a descris mai târziu: „Am învățat că ... dacă lași totul la latitudinea publicului, acesta te poate ucide. ... M-am simțit foarte atacată: mi-au tăiat hainele, mi-au înfipt spini de trandafir în burtă, o persoană mi-a îndreptat arma spre cap, iar alta mi-a îndepărtat-o. S-a creat o atmosferă agresivă. După exact 6 ore, așa cum era planificat, m-am ridicat și am început să merg spre public. Toată lumea a fugit, pentru a scăpa de o confruntare reală”.

### Colaborarea cu Ulay

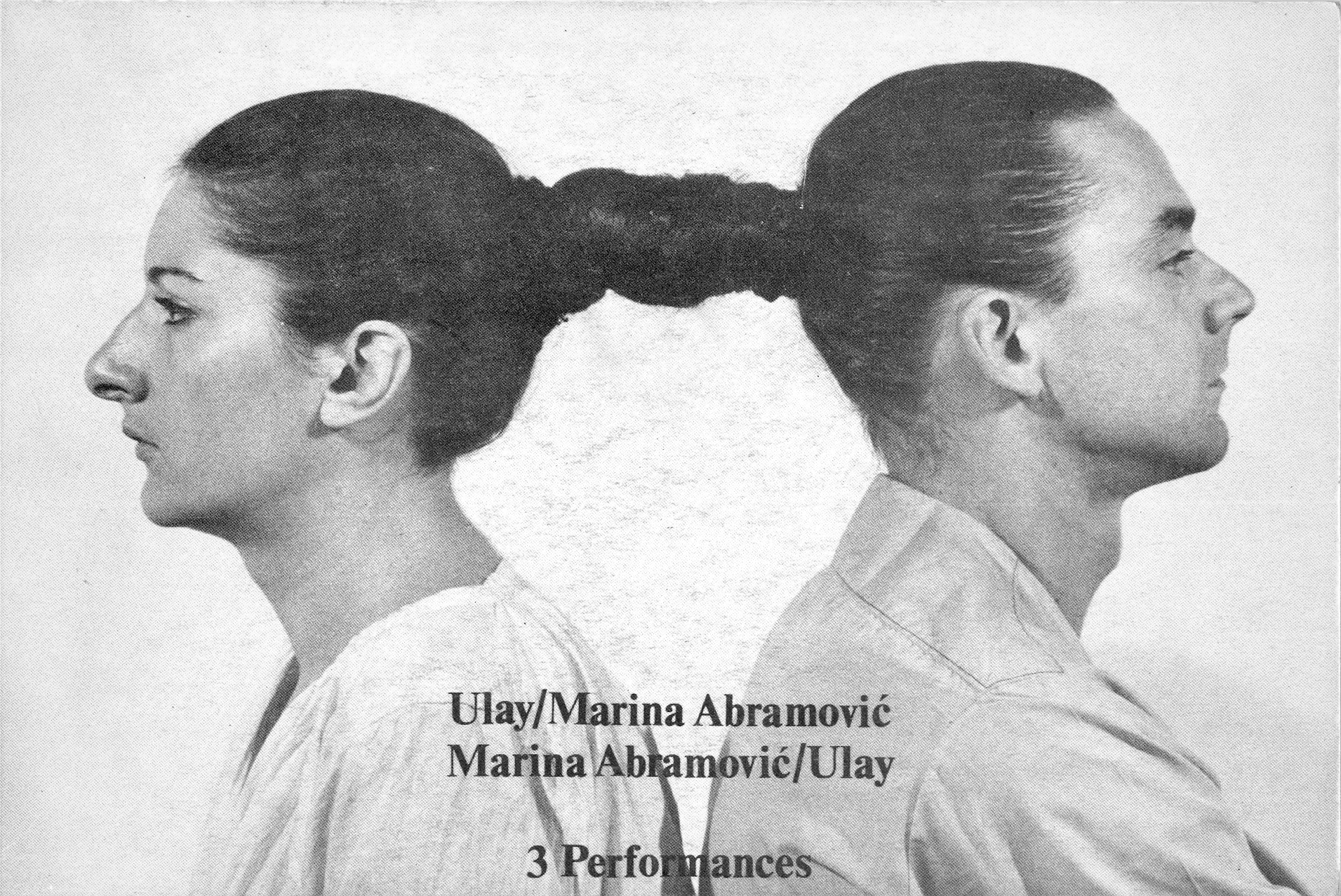
Marina Abramović și Ulay, 1978

În 1976, după ce s-a mutat la Amsterdam, Abramović l-a întâlnit pe artistul german Uwe Laysiepen, cunoscut sub numele de Ulay. Ei au început să locuiască împreună, și au proiectat spectacole încă din acel an. Când Abramović și Ulay și-au început colaborarea, principalele concepte pe care le-au explorat au fost ego-ul și identitatea artistică. Ei au creat „lucrări de relație” caracterizate prin mișcare constantă și „artă vie”. Acesta a fost începutul unui deceniu de lucrări colaborative influente. Fiecare interpret era interesat de tradițiile moștenirii sale culturale și de dorința de ritual. În consecință, ei au decis să formeze o ființă colectivă numită „Celălalt”, și să vorbească despre ei înșiși ca despre părți ale unui „corp cu două capete”. Se îmbrăcau și se comportau la fel, creând o relație bazată pe încredere totală. Pe măsură ce au definit această identitate fantomă, libertățile lor individuale au devenit mai puțin accesibile.
În 1988, după mai mulți ani de tensiuni, Abramović și Ulay au decis să facă o călătorie spirituală care să pună capăt relației lor. Fiecare dintre ei a parcurs Marele Zid Chinezesc, într-o piesă numită Lovers, pornind de la cele două capete opuse, și întâlnindu-se la mijloc. Așa cum a descris-o Abramović: „Această plimbare a devenit o dramă personală completă. Ulay a pornit din deșertul Gobi, iar eu de la Marea Galbenă. După ce fiecare dintre noi a mers 2500 km, ne-am întâlnit la mijloc și ne-am luat rămas bun”. Ea a spus că a conceput această plimbare într-un vis, și că a oferit ceea ce a crezut că este un final romantic și adecvat unei relații pline de misticism, energie și atracție.

### The Artist Is Present

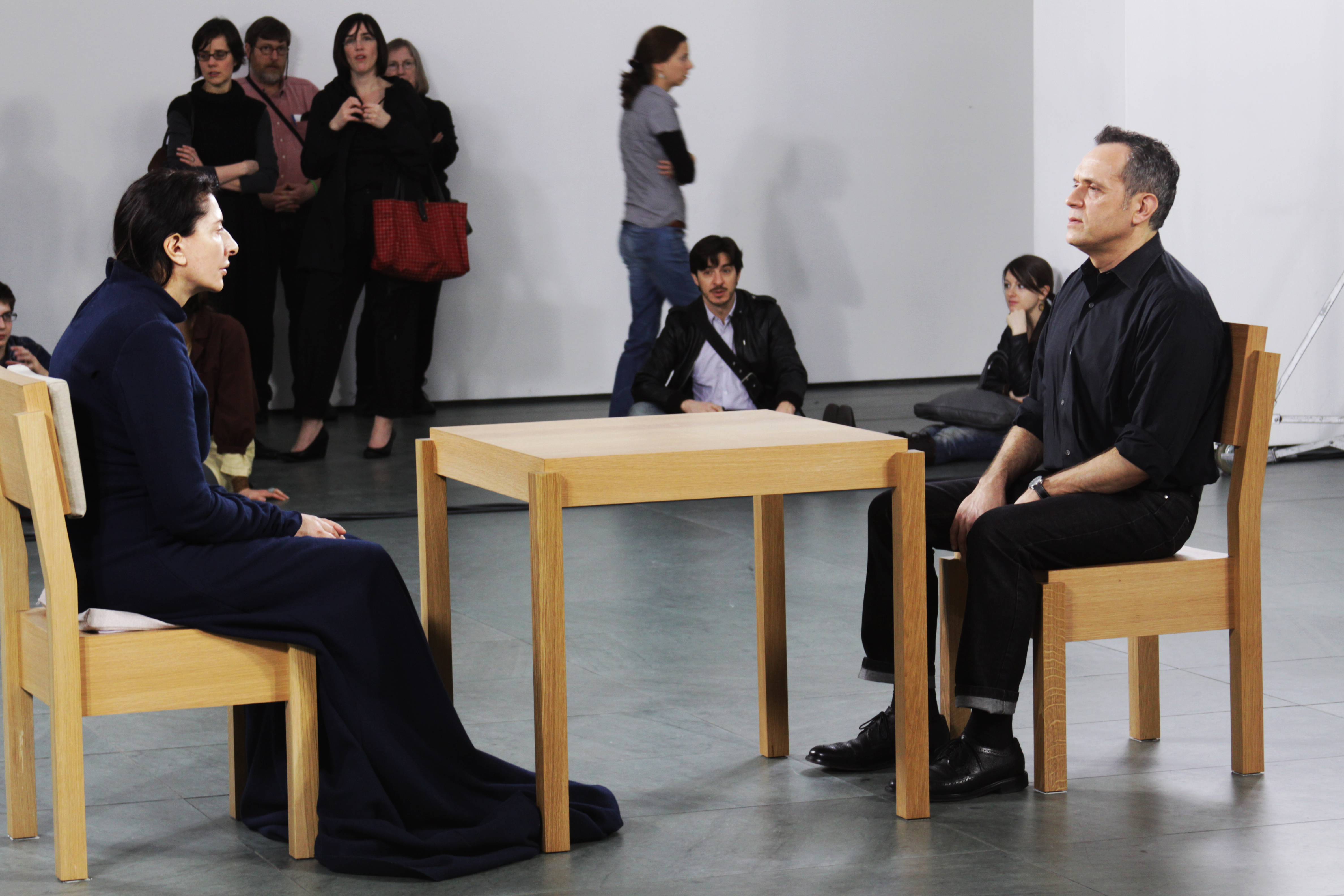
Marina Abramović: The Artist Is Present, 2010

În perioada 14 martie - 31 mai 2010, Muzeul de Artă Modernă a organizat o retrospectivă majoră și o recreare a interpretării Abramović, cea mai mare expoziție de artă interpretativă din istoria MoMA, curatoriată de Klaus Biesenbach. Biesenbach a furnizat și titlul performance-ului, care se referea la faptul că, în timpul întregii prestații, „artistul va fi chiar acolo, în galerie sau în muzeu”.
În timpul desfășurării expoziției, Abramović a interpretat The Artist Is Present, o piesă statică și silențioasă de 736 de ore și 30 de minute, în care a stat nemișcată în atriumul muzeului, în timp ce spectatorii au fost invitați să se așeze pe rând în fața ei. Ulay a făcut o apariție surpriză în seara de deschidere a expoziției.
Abramović s-a așezat în fața a 1545 de persoane, printre care James Franco, Lou Reed, Alan Rickman, Jemima Kirke, Jennifer Carpenter și Björk; persoanele care au participat au fost rugate să nu o atingă și să nu vorbească cu ea. Până la sfârșitul expoziției, sute de vizitatori au stat la coadă în fața muzeului peste noapte pentru a-și asigura un loc la coadă în dimineața următoare. Abramović a încheiat spectacolul alunecând de pe scaunul pe care era așezată, și ridicându-se în aplauzele mulțimii.

## Viață personală
Abramović susține că nu se simte „nici sârbă, nici muntenegreancă”, ci ex-iugoslavă. „Când oamenii mă întreabă de unde sunt”, spune ea, „nu spun niciodată Serbia. Întotdeauna spun că vin dintr-o țară care nu mai există”.
Abramović a făcut trei avorturi de-a lungul vieții, și a afirmat că a avea copii ar fi fost un „dezastru” pentru cariera ei.
Sculptorul Nikola Pešić spune că Abramović a avut o viață întreagă un interes pentru ezoterism și spiritualism.